# Tercera División A de Chile 2019
El Campeonato Nacional de Tercera División A 2019, también conocido como «Copa Diario La Cuarta Tercera División A 2019» fue la 40.º edición de la cuarta categoría del fútbol de Chile, correspondiente a la temporada 2019. Es la competición de fútbol amateur más importante de Chile.
Las novedades para este torneo son los ascendidos desde la Tercera División B, el campeón y subcampeón de la división, Pilmahue de Villarrica, y el histórico Deportes Concepción; Deportes Unión Compañías de La Serena y el también histórico Ferroviarios, estos dos últimos ascendieron gracias a una Liguilla de Promoción. En el caso de Deportivo Pilmahue, Deportes Concepción y Unión Compañías, son debutantes en esta categoría, mientras que Ferroviarios ya había jugado en la categoría, en años anteriores.

## Sistema

### Formato
Son 15 los equipos participantes en Tercera División A. El formato del torneo es de modalidad todos contra todos, a jugar en 15 fechas por ronda (2 en total). El club que se ubique en la primera posición finalizadas las 30 fechas ascenderá directamente a la Segunda División de Chile, mientras que los cuatro siguientes clasificaran a una Liguilla Final. El club que finalice 1.º de la liguilla, se ganará su derecho en cancha de participar en la Segunda División 2020. Por otra parte, los clubes que terminen 14.º y 15.º respectivamente, descenderán directamente a la Tercera División B 2020.

### Orden
El orden de clasificación de los equipos, se determinará en una tabla de cómputo general, de la siguiente manera:
- La mayor cantidad de puntos.

En caso de igualdad de puntos de dos o más equipos de un mismo grupo, para definir una clasificación, sea esta en cualquier fase, ascenso y descenso, se determinará de la siguiente forma:
- La mejor diferencia de goles.
- La mayor cantidad de goles marcados.
- La mayor cantidad de partidos ganados.
- La mayor cantidad de goles marcados como visita.
- El que hubiera acumulado mayor puntaje en los enfrentamientos que se efectuaron entre los clubes que se encuentran en la situación de igualdad.
- En caso de persistir la igualdad, se desarrollará un partido único en cancha neutral, determinada por la División (Art. 182 y 189 del Reglamento ANFA).

En el campeonato se observará el sistema de puntos, de acuerdo a la reglamentación de la Internacional F.A. Board, asignándose tres puntos, al equipo que resulte ganador; un punto, a cada uno en caso de empate; y cero punto al perdedor.

## Participantes

### Localización
| \| Equipo \| Región \| Ciudad \| \| -------------------- \| ------------- \| ---------------- \| \| Municipal Mejillones \| Antofagasta \| Mejillones \| \| Unión Compañías \| Coquimbo \| La Serena \| \| Provincial Ovalle \| Coquimbo \| Ovalle \| \| Brujas de Salamanca \| Coquimbo \| Salamanca \| \| Deportes Limache \| Valparaíso \| Limache \| \| Trasandino \| Valparaíso \| Los Andes \| \| Ferroviarios \| Metropolitana \| Estación Central \| \| Municipal Santiago \| Metropolitana \| Santiago \| \| Real San Joaquín \| Metropolitana \| San Joaquín \| \| Deportes Rengo \| O'Higgins \| Rengo \| \| Rancagua Sur \| O'Higgins \| Rancagua \| \| Deportes Linares \| Maule \| Linares \| \| Deportes Concepción \| Biobío \| Concepción \| \| Deportivo Pilmahue \| Araucanía \| Villarrica \| \| Provincial Osorno \| Los Lagos \| Osorno \| |               |                  |
| Equipo | Región        | Ciudad           |
| Municipal Mejillones | Antofagasta   | Mejillones       |
| Unión Compañías | Coquimbo      | La Serena        |
| Provincial Ovalle | Coquimbo      | Ovalle           |
| Brujas de Salamanca | Coquimbo      | Salamanca        |
| Deportes Limache | Valparaíso    | Limache          |
| Trasandino | Valparaíso    | Los Andes        |
| Ferroviarios | Metropolitana | Estación Central |
| Municipal Santiago | Metropolitana | Santiago         |
| Real San Joaquín | Metropolitana | San Joaquín      |
| Deportes Rengo | O'Higgins     | Rengo            |
| Rancagua Sur | O'Higgins     | Rancagua         |
| Deportes Linares | Maule         | Linares          |
| Deportes Concepción | Biobío        | Concepción       |
| Deportivo Pilmahue | Araucanía     | Villarrica       |
| Provincial Osorno | Los Lagos     | Osorno           |

## Postulante
| Equipos       | Ciudad | Región    |
| ------------- | ------ | --------- |
| Malleco Unido | Angol  | Araucanía |
| 1.            |        |           |

     Postulación Aceptada
     Postulación Rechazada

## Relevos
| Pos | a Segunda División |
| --- | ------------------ |
| 1.º | Lautaro de Buin    |
| 2.º | AC Colina          |

| Pos  | a Tercera División A |
| ---- | -------------------- |
| 10.º | Malleco Unido        |

| Pos   | a Tercera División A |
| ----- | -------------------- |
| 1.º   | Deportivo Pilmahue   |
| 2.º   | Deportes Concepción  |
| Prom. | Ferroviarios         |
| Prom. | Unión Compañías      |

| Pos   | a Tercera División B |
| ----- | -------------------- |
| Prom. | Tomás Greig          |
| Prom. | Escuela de Macul     |

## Información
| Equipo               | Entrenador         | Estadio                   | Capacidad | Proveedor | Auspiciador       |
| -------------------- | ------------------ | ------------------------- | --------- | --------- | ----------------- |
| Brujas de Salamanca  | Juan Pablo Pizarro | Municipal de Salamanca    | 3.000     | Ocapa     | Salamanca         |
| Deportes Concepción  | Esteban González   | Ester Roa Rebolledo       | 33.000    | Joma      | AT-PAC            |
| Deportes Limache     | Ítalo Pinochet     | Gustavo Ocaranza          | 3.000     | Claus7    | Lada              |
| Deportes Linares     | Luis Pérez         | Tucapel Bustamante Lastra | 3.500     | Tomax     | SuizCorp          |
| Deportes Rengo       | Gerardo Silva      | Guillermo Guzmán Díaz     | 3.000     | Ocapa     | FunnyGames        |
| Deportivo Pilmahue   | John Bustamante    | Matías Vidal Pérez        | 3.000     | Squadra   | Repuestos Barrera |
| Ferroviarios         | Jorge Díaz         | Arturo Rojas Paredes      | 336       | KS7       | Fenabus           |
| Municipal Mejillones | Carlos Rojas       | Municipal de Mejillones   | 1.500     | JCQ       | Corpesca          |
| Municipal Santiago   | Jaime Escobar      | Municipal de San Ramón    | 1.000     | Kuden     | Santiago          |
| Provincial Osorno    | Álvaro Muñoz       | Rubén Marcos Peralta      | 12.000    | KS7       | Fegosa            |
| Provincial Ovalle    | René Kloker        | Diaguita                  | 5.160     | CAFU      | Salfa             |
| Rancagua Sur         | Rodrigo Pérez      | Lourdes                   | 1.000     | Eragon    | GreenWorld        |
| Real San Joaquín     | Jaime Lizama       | Arturo Vidal              | 3.500     | Kuden     | Carnes Bilbao     |
| Trasandino           | Miguel Sánchez     | Regional de Los Andes     | 3.300     | Kuden     | Steel Ferrovial   |
| Unión Compañías      | Ricardo Rojas      | Juan Soldado              | 500       | KS7       | Autoshopping      |

## Clasificación
| | Equipo               | PTS | PJ | PG | PE | PP | GF | GC | DG  |
| --- | -------------------- | --- | -- | -- | -- | -- | -- | -- | --- |
| 1. | Deportes Linares     | 55  | 28 | 15 | 10 | 3  | 44 | 21 | 23  |
| 2. | Deportes Concepción  | 50  | 28 | 15 | 5  | 8  | 39 | 30 | 9   |
| 3. | Deportes Limache     | 48  | 28 | 13 | 9  | 6  | 41 | 20 | 21  |
| 4. | Trasandino           | 48  | 28 | 13 | 9  | 6  | 43 | 25 | 18  |
| 5. | Provincial Ovalle    | 47  | 28 | 13 | 8  | 7  | 33 | 16 | 17  |
| 6. | Brujas de Salamanca  | 47  | 28 | 13 | 8  | 7  | 38 | 27 | 11  |
| 7. | Municipal Santiago   | 42  | 28 | 11 | 9  | 8  | 37 | 29 | 8   |
| 8. | Rancagua Sur         | 42  | 28 | 11 | 9  | 8  | 42 | 39 | 3   |
| 9. | Deportes Rengo       | 41  | 28 | 11 | 8  | 9  | 35 | 31 | 4   |
| 10. | Provincial Osorno    | 30  | 28 | 9  | 3  | 16 | 22 | 45 | -23 |
| 11. | Real San Joaquín     | 29  | 28 | 7  | 8  | 13 | 42 | 46 | -4  |
| 12. | Municipal Mejillones | 29  | 28 | 8  | 5  | 15 | 29 | 41 | -12 |
| 13. | Deportivo Pilmahue   | 29  | 28 | 6  | 11 | 11 | 31 | 44 | -13 |
| 14. | Unión Compañías      | 28  | 28 | 6  | 10 | 12 | 29 | 36 | -7  |
| 15. | Ferroviarios         | 9   | 28 | 3  | 0  | 25 | 23 | 78 | -55 |
| Actualizado el 3 de noviembre de 2019 - Fuente: Tercera División Archivado el 20 de agosto de 2019 en Wayback Machine. |                      |     |    |    |    |    |    |    |     |

     Campeón. Asciende a la Segunda División.
     Acceden a los Play-Offs.
     Acceden a los partidos de Promoción.

## Evolución
| Equipo               | 01 | 02 | 03 | 04 | 05 | 06 | 07 | 08 | 09 | 10 | 11 | 12 | 13 | 14 | 15 | 16 | 17 | 18 | 19 | 20 | 21 | 22 | 23 | 24 | 25 | 26 | 27 | 28 | 29 | 30 |
| -------------------- | -- | -- | -- | -- | -- | -- | -- | -- | -- | -- | -- | -- | -- | -- | -- | -- | -- | -- | -- | -- | -- | -- | -- | -- | -- | -- | -- | -- | -- | -- |
| Deportes Linares     | 5  | 4  | 4  | 4  | 3  | 6  | 2  | 2  | 1  | 1  | 1  | 1  | 1  | 1  | 1  | 1  | 1  | 1  | 1  | 1  | 1  | 1  | 1  | 1  | 1  | 1  | 1  | 1  | 1  | 1  |
| Deportes Concepción  | 4  | 3  | 2  | 1  | 1  | 1  | 4  | 4  | 5  | 4  | 6  | 5  | 5  | 5  | 3  | 3  | 2  | 2  | 3  | 3  | 5  | 5  | 4  | 4  | 3  | 2  | 3  | 2  | 2  | 2  |
| Deportes Limache     | 1  | 2  | 1  | 2  | 2  | 2  | 1  | 1  | 3  | 3  | 2  | 2  | 2  | 2  | 4  | 5  | 6  | 4  | 4  | 4  | 6  | 6  | 5  | 6  | 5  | 5  | 5  | 4  | 5  | 3  |
| Trasandino           | 3  | 6  | 9  | 8  | 7  | 10 | 7  | 3  | 2  | 2  | 3  | 4  | 6  | 3  | 2  | 2  | 3  | 3  | 2  | 2  | 3  | 2  | 2  | 2  | 2  | 3  | 2  | 3  | 3  | 4  |
| Provincial Ovalle    | 2  | 1  | 3  | 3  | 5  | 4  | 6  | 7  | 10 | 7  | 8  | 8  | 8  | 9  | 8  | 7  | 5  | 6  | 5  | 5  | 2  | 4  | 6  | 5  | 6  | 6  | 6  | 6  | 6  | 5  |
| Brujas de Salamanca  | 13 | 7  | 6  | 6  | 9  | 7  | 3  | 5  | 4  | 6  | 5  | 3  | 3  | 4  | 5  | 6  | 7  | 7  | 7  | 6  | 4  | 3  | 3  | 3  | 4  | 4  | 4  | 5  | 4  | 6  |
| Municipal Santiago   | 14 | 14 | 10 | 5  | 6  | 5  | 8  | 8  | 6  | 9  | 7  | 6  | 7  | 7  | 9  | 10 | 10 | 9  | 9  | 9  | 9  | 8  | 9  | 9  | 9  | 9  | 9  | 9  | 8  | 7  |
| Rancagua Sur         | 7  | 5  | 5  | 10 | 8  | 8  | 9  | 6  | 8  | 10 | 10 | 10 | 11 | 12 | 10 | 9  | 8  | 8  | 8  | 8  | 7  | 7  | 8  | 8  | 8  | 8  | 8  | 8  | 9  | 8  |
| Deportes Rengo       | 9  | 10 | 8  | 9  | 12 | 11 | 10 | 10 | 9  | 5  | 4  | 7  | 4  | 6  | 6  | 4  | 4  | 5  | 6  | 7  | 8  | 9  | 7  | 7  | 7  | 7  | 7  | 7  | 7  | 9  |
| Provincial Osorno    | 10 | 11 | 11 | 14 | 10 | 12 | 11 | 12 | 11 | 11 | 11 | 9  | 12 | 10 | 11 | 11 | 12 | 12 | 12 | 12 | 14 | 12 | 11 | 11 | 10 | 11 | 12 | 13 | 13 | 10 |
| Real San Joaquín     | 8  | 8  | 12 | 13 | 15 | 15 | 13 | 13 | 13 | 14 | 14 | 14 | 14 | 14 | 14 | 14 | 14 | 14 | 14 | 14 | 12 | 13 | 13 | 14 | 14 | 14 | 14 | 14 | 14 | 11 |
| Municipal Mejillones | 11 | 13 | 14 | 15 | 11 | 9  | 12 | 11 | 12 | 12 | 13 | 11 | 9  | 8  | 7  | 8  | 9  | 10 | 10 | 10 | 10 | 10 | 10 | 10 | 11 | 12 | 11 | 11 | 11 | 12 |
| Deportivo Pilmahue   | 15 | 12 | 13 | 11 | 13 | 13 | 14 | 14 | 14 | 13 | 12 | 13 | 13 | 13 | 13 | 13 | 13 | 13 | 13 | 13 | 13 | 14 | 14 | 13 | 12 | 10 | 10 | 10 | 10 | 13 |
| Unión Compañías      | 6  | 9  | 7  | 7  | 4  | 3  | 5  | 9  | 7  | 8  | 9  | 12 | 10 | 11 | 12 | 12 | 11 | 11 | 11 | 11 | 11 | 11 | 12 | 12 | 13 | 13 | 13 | 12 | 12 | 14 |
| Ferroviarios         | 12 | 15 | 15 | 12 | 14 | 14 | 15 | 15 | 15 | 15 | 15 | 15 | 15 | 15 | 15 | 15 | 15 | 15 | 15 | 15 | 15 | 15 | 15 | 15 | 15 | 15 | 15 | 15 | 15 | 15 |

| 1. |

## Resultados
- Los horarios corresponden al huso horario del Chile: UTC-4 en horario estándar y UTC-3 en horario de verano

| Rancagua Sur                | 1 - 1 | Unión Compañías    | Lourdes                | 29 de marzo | 20:00 |
| Brujas de Salamanca         | 1 - 2 | Trasandino         | Municipal de Salamanca | 30 de marzo | 16:00 |
| Deportes Limache            | 3 - 0 | Pilmahue           | Gustavo Ocaranza       | 30 de marzo | 17:00 |
| Provincial Ovalle           | 2 - 0 | Municipal Santiago | Diaguita               | 30 de marzo | 17:00 |
| Real San Joaquín            | 1 - 1 | Deportes Linares   | Arturo Vidal           | 30 de marzo | 20:00 |
| Provincial Osorno           | 0 - 0 | Deportes Rengo     | Rubén Marcos           | 31 de marzo | 16:00 |
| Deportes Concepción         | 2 - 1 | Ferroviarios       | Ester Roa              | 31 de marzo | 16:00 |
| Libre: Municipal Mejillones |       |                    |                        |             |       |

| Municipal Santiago   | 0 - 1 | Deportes Limache    | Municipal de San Ramón  | 6 de abril | 12:00 |
| Municipal Mejillones | 0 - 1 | Rancagua Sur        | Municipal de Mejillones | 6 de abril | 16:45 |
| Pilmahue             | 1 - 1 | Real San Joaquín    | Matías Vidal Pérez      | 6 de abril | 17:00 |
| Deportes Linares     | 3 - 1 | Provincial Osorno   | Tucapel Bustamante      | 6 de abril | 18:00 |
| Deportes Rengo       | 0 - 1 | Brujas de Salamanca | Guillermo Guzmán Díaz   | 6 de abril | 20:00 |
| Unión Compañías      | 0 - 1 | Deportes Concepción | Juan Soldado            | 7 de abril | 12:00 |
| Ferroviarios         | 1 - 4 | Provincial Ovalle   | Arturo Rojas            | 7 de abril | 18:00 |
| Libre: Trasandino    |       |                     |                         |            |       |

| Brujas de Salamanca | 3 - 3 | Deportes Linares     | Municipal de Salamanca | 13 de abril | 16:00 |
| Provincial Ovalle   | 1 - 2 | Unión Compañías      | Diaguita               | 13 de abril | 16:00 |
| Trasandino          | 0 - 1 | Deportes Rengo       | Regional de los Andes  | 13 de abril | 16:30 |
| Deportes Limache    | 5 - 0 | Ferroviarios         | Gustavo Ocaranza       | 13 de abril | 17:00 |
| Real San Joaquín    | 0 - 2 | Municipal Santiago   | Arturo Vidal           | 13 de abril | 17:30 |
| Provincial Osorno   | 1 - 1 | Pilmahue             | Rubén Marcos           | 14 de abril | 15:30 |
| Deportes Concepción | 1 - 0 | Municipal Mejillones | Ester Roa              | 14 de abril | 16:00 |
| Libre: Rancagua Sur |       |                      |                        |             |       |

| Unión Compañías       | 0 - 0 | Deportes Limache    | Juan Soldado            | 18 de abril | 20:00 |
| Municipal Santiago    | 4 - 1 | Provincial Osorno   | Municipal de San Ramón  | 20 de abril | 12:00 |
| Deportes Linares      | 1 - 1 | Trasandino          | Tucapel Bustamante      | 20 de abril | 15:30 |
| Pilmahue              | 0 - 0 | Brujas de Salamanca | Matías Vidal Pérez      | 20 de abril | 15:30 |
| Ferroviarios          | 2 - 1 | Real San Joaquín    | Cardenal Caro           | 20 de abril | 16:00 |
| Municipal Mejillones  | 0 - 0 | Provincial Ovalle   | Municipal de Mejillones | 20 de abril | 16:00 |
| Rancagua Sur          | 0 - 2 | Deportes Concepción | El Teniente             | 21 de abril | 16:00 |
| Libre: Deportes Rengo |       |                     |                         |             |       |

| Deportes Limache           | 1 - 3 | Municipal Mejillones | Gustavo Ocaranza       | 27 de abril | 16:00 |
| Brujas de Salamanca        | 2 - 2 | Municipal Santiago   | Municipal de Salamanca | 27 de abril | 16:00 |
| Provincial Ovalle          | 1 - 2 | Rancagua Sur         | Diaguita               | 27 de abril | 16:00 |
| Trasandino                 | 4 - 3 | Deportivo Pilmahue   | Regional de Los Andes  | 27 de abril | 16:00 |
| Real San Joaquín           | 2 - 3 | Unión Compañías      | Arturo Vidal           | 27 de abril | 17:30 |
| Deportes Rengo             | 0 - 2 | Deportes Linares     | Guillermo Guzmán Díaz  | 27 de abril | 19:00 |
| Provincial Osorno          | 2 - 0 | Ferroviarios         | Rubén Marcos           | 28 de abril | 15:30 |
| Libre: Deportes Concepción |       |                      |                        |             |       |

| Rancagua Sur            | 1 - 1 | Deportes Limache    | Guillermo Saavedra      | 3 de mayo | 20:00 |
| Municipal Santiago      | 2 - 1 | Trasandino          | Municipal de San Ramón  | 4 de mayo | 12:00 |
| Unión Compañías         | 3 - 0 | Provincial Osorno   | La Portada              | 4 de mayo | 12:00 |
| Municipal Mejillones    | 4 - 1 | Real San Joaquín    | Municipal de Mejillones | 4 de mayo | 16:00 |
| Pilmahue                | 2 - 4 | Deportes Rengo      | Matías Vidal Pérez      | 5 de mayo | 15:00 |
| Deportes Concepción     | 0 - 4 | Provincial Ovalle   | Ester Roa               | 5 de mayo | 15:30 |
| Ferroviarios            | 0 - 2 | Brujas de Salamanca | Arturo Rojas            | 5 de mayo | 18:00 |
| Libre: Deportes Linares |       |                     |                         |           |       |

| Brujas de Salamanca      | 2 - 1 | Unión Compañías      | Municipal de Salamanca | 11 de mayo | 15:30 |
| Trasandino               | 3 - 0 | Ferroviarios         | Regional de Los Andes  | 11 de mayo | 15:30 |
| Deportes Linares         | 2 - 0 | Pilmahue             | Tucapel Bustamante     | 11 de mayo | 17:00 |
| Real San Joaquín         | 2 - 2 | Rancagua Sur         | Arturo Vidal           | 11 de mayo | 17:30 |
| Deportes Limache         | 1 - 0 | Deportes Concepción  | Gustavo Ocaranza       | 12 de mayo | 15:30 |
| Deportes Rengo           | 2 - 2 | Municipal Santiago   | Guillermo Guzmán Díaz  | 12 de mayo | 15:30 |
| Provincial Osorno        | 1 - 0 | Municipal Mejillones | Rubén Marcos           | 12 de mayo | 15:30 |
| Libre: Provincial Ovalle |       |                      |                        |            |       |

| Municipal Santiago   | 1 - 2 | Deportes Linares    | Municipal de San Ramón  | 18 de mayo | 12:00 |
| Unión Compañías      | 1 - 2 | Trasandino          | Juan Soldado            | 18 de mayo | 12:00 |
| Municipal Mejillones | 1 - 0 | Brujas de Salamanca | Municipal de Mejillones | 18 de mayo | 16:00 |
| Provincial Ovalle    | 0 - 0 | Deportes Limache    | Diaguita                | 18 de mayo | 16:00 |
| Deportes Concepción  | 2 - 2 | Real San Joaquín    | Ester Roa               | 19 de mayo | 15:30 |
| Ferroviarios         | 1 - 2 | Deportes Rengo      | Arturo Rojas            | 19 de mayo | 18:00 |
| Rancagua Sur         | 2 - 0 | Provincial Osorno   | Lourdes                 | 19 de mayo | 18:00 |
| Libre: Pilmahue      |       |                     |                         |            |       |

| Brujas de Salamanca     | 3 - 2 | Rancagua Sur         | Municipal de Salamanca | 25 de mayo | 15:30 |
| Real San Joaquín        | 2 - 1 | Provincial Ovalle    | Arturo Vidal           | 25 de mayo | 15:30 |
| Deportes Rengo          | 0 - 0 | Unión Compañías      | Guillermo Guzmán Díaz  | 25 de mayo | 16:00 |
| Deportes Linares        | 2 - 0 | Ferroviarios         | Tucapel Bustamante     | 25 de mayo | 17:00 |
| Pilmahue                | 1 - 1 | Municipal Santiago   | Matías Vidal Pérez     | 26 de mayo | 15:30 |
| Provincial Osorno       | 2 - 1 | Deportes Concepción  | Rubén Marcos           | 26 de mayo | 15:30 |
| Trasandino              | 2 - 1 | Municipal Mejillones | Regional de Los Andes  | 26 de mayo | 15:30 |
| Libre: Deportes Limache |       |                      |                        |            |       |

| Provincial Ovalle         | 1 - 0 | Provincial Osorno   | Diaguita                | 1 de junio | 15:30 |
| Municipal Mejillones      | 1 - 3 | Deportes Rengo      | Municipal de Mejillones | 1 de junio | 16:00 |
| Deportes Limache          | 2 - 1 | Real San Joaquín    | Gustavo Ocaranza        | 1 de junio | 16:00 |
| Unión Compañías           | 1 - 1 | Deportes Linares    | Wilfredo González       | 1 de junio | 20:00 |
| Deportes Concepción       | 1 - 0 | Brujas de Salamanca | Ester Roa               | 2 de junio | 12:00 |
| Rancagua Sur              | 0 - 2 | Trasandino          | Lourdes                 | 2 de junio | 18:00 |
| Ferroviarios              | 0 - 2 | Pilmahue            | Arturo Rojas            | 2 de junio | 18:00 |
| Libre: Municipal Santiago |       |                     |                         |            |       |

| Municipal Santiago      | 3 - 0 | Ferroviarios         | Municipal de San Ramón | 8 de junio | 12:00 |
| Brujas de Salamanca     | 2 - 1 | Provincial Ovalle    | Municipal de Salamanca | 8 de junio | 15:30 |
| Deportes Linares        | 4 - 0 | Municipal Mejillones | Tucapel Bustamante     | 8 de junio | 16:00 |
| Deportes Rengo          | 2 - 1 | Rancagua Sur         | Guillermo Guzmán Díaz  | 8 de junio | 16:00 |
| Provincial Osorno       | 0 - 3 | Deportes Limache     | Rubén Marcos           | 9 de junio | 15:30 |
| Pilmahue                | 5 - 0 | Unión Compañías      | Matías Vidal Pérez     | 9 de junio | 16:00 |
| Trasandino              | 1 - 0 | Deportes Concepción  | Regional de Los Andes  | 3 de julio | 15:00 |
| Libre: Real San Joaquín |       |                      |                        |            |       |

| Rancagua Sur         | 1 - 1 | Deportes Linares    | Guillermo Saavedra      | 14 de junio | 20:00 |
| Unión Compañías      | 0 - 1 | Municipal Santiago  | Juan Soldado            | 14 de junio | 20:00 |
| Real San Joaquín     | 1 - 2 | Provincial Osorno   | Arturo Vidal            | 15 de junio | 15:00 |
| Provincial Ovalle    | 1 - 0 | Trasandino          | Diaguita                | 15 de junio | 15:00 |
| Municipal Mejillones | 2 - 1 | Pilmahue            | Municipal de Mejillones | 15 de junio | 16:00 |
| Deportes Concepción  | 2 - 1 | Deportes Rengo      | Ester Roa               | 15 de junio | 18:00 |
| Deportes Limache     | 0 - 1 | Brujas de Salamanca | Gustavo Ocaranza        | 16 de junio | 12:00 |
| Libre: Ferroviarios  |       |                     |                         |             |       |

| Municipal Santiago       | 2 - 3 | Municipal Mejillones | Municipal de San Ramón | 22 de junio | 12:00 |
| Trasandino               | 0 - 1 | Deportes Limache     | Regional de los Andes  | 22 de junio | 15:30 |
| Brujas de Salamanca      | 1 - 0 | Real San Joaquín     | Municipal de Salamanca | 22 de junio | 15:30 |
| Deportes Linares         | 1 - 1 | Deportes Concepción  | Tucapel Bustamante     | 22 de junio | 16:00 |
| Deportes Rengo           | 1 - 0 | Provincial Ovalle    | Guillermo Guzmán Díaz  | 22 de junio | 16:00 |
| Pilmahue                 | 2 - 2 | Rancagua Sur         | Matías Vidal Pérez     | 23 de junio | 15:30 |
| Ferroviarios             | 0 - 2 | Unión Compañías      | Arturo Rojas           | 23 de junio | 18:00 |
| Libre: Provincial Osorno |       |                      |                        |             |       |

| Provincial Ovalle      | 1 - 1 | Deportes Linares    | Diaguita                | 29 de junio | 15:00 |
| Municipal Mejillones   | 2 - 0 | Ferroviarios        | Municipal de Mejillones | 29 de junio | 16:00 |
| Rancagua Sur           | 0 - 0 | Municipal Santiago  | Guillermo Saavedra      | 30 de junio | 12:00 |
| Provincial Osorno      | 2 - 0 | Brujas de Salamanca | Rubén Marcos            | 30 de junio | 15:30 |
| Deportes Concepción    | 1 - 0 | Pilmahue            | Ester Roa               | 30 de junio | 15:30 |
| Real San Joaquín       | 2 - 4 | Trasandino          | Arturo Vidal            | 30 de junio | 15:30 |
| Deportes Limache       | 0 - 0 | Deportes Rengo      | Lucio Fariña            | 30 de junio | 16:00 |
| Libre: Unión Compañías |       |                     |                         |             |       |

| Unión Compañías            | 2 - 3 | Municipal Mejillones | Los Llanos               | 6 de julio  | 12:00 |
| Pilmahue                   | 0 - 1 | Provincial Ovalle    | Matías Vidal Pérez       | 6 de julio  | 17:00 |
| Deportes Linares           | 2 - 0 | Deportes Limache     | Tucapel Bustamante       | 6 de julio  | 18:00 |
| Municipal Santiago         | 0 - 3 | Deportes Concepción  | Municipal de Puente Alto | 7 de julio  | 12:00 |
| Deportes Rengo             | 1 - 1 | Real San Joaquín     | Guillermo Guzmán Díaz    | 7 de julio  | 12:00 |
| Ferroviarios               | 0 - 1 | Rancagua Sur         | Arturo Rojas             | 7 de julio  | 18:00 |
| Trasandino                 | 2 - 0 | Provincial Osorno    | Regional de Los Andes    | 10 de julio | 15:00 |
| Libre: Brujas de Salamanca |       |                      |                          |             |       |

| Unión Compañías             | 1 - 2 | Rancagua Sur        | La Portada             | 13 de julio | 11:00 |
| Municipal Santiago          | 0 - 1 | Provincial Ovalle   | Municipal de San Ramón | 13 de julio | 12:00 |
| Ferroviarios                | 1 - 4 | Deportes Concepción | Cardenal Caro          | 13 de julio | 15:00 |
| Deportes Linares            | 3 - 2 | Real San Joaquín    | Tucapel Bustamante     | 13 de julio | 16:00 |
| Deportes Rengo              | 3 - 1 | Provincial Osorno   | Guillermo Guzmán Díaz  | 13 de julio | 16:00 |
| Trasandino                  | 0 - 0 | Brujas de Salamanca | Regional de Los Andes  | 14 de julio | 15:30 |
| Pilmahue                    | 1 - 0 | Deportes Limache    | Jonathan Muñoz Allulef | 14 de julio | 16:00 |
| Libre: Municipal Mejillones |       |                     |                        |             |       |

| Deportes Limache    | 1 - 1 | Municipal Santiago   | Gustavo Ocaranza       | 19 de julio | 18:00 |
| Rancagua Sur        | 2 - 1 | Municipal Mejillones | Lourdes                | 20 de julio | 12:30 |
| Provincial Ovalle   | 2 - 0 | Ferroviarios         | Diaguita               | 20 de julio | 15:00 |
| Brujas de Salamanca | 1 - 2 | Deportes Rengo       | Municipal de Salamanca | 20 de julio | 15:00 |
| Real San Joaquín    | 5 - 0 | Pilmahue             | Arturo Vidal           | 20 de julio | 15:00 |
| Deportes Concepción | 0 - 0 | Unión Compañías      | Ester Roa              | 21 de julio | 15:30 |
| Provincial Osorno   | 0 - 1 | Deportes Linares     | Municipal de Río Negro | 24 de julio | 19:00 |
| Libre: Trasandino   |       |                      |                        |             |       |

| Municipal Santiago   | 1 - 0 | Real San Joaquín    | Municipal de San Ramón  | 27 de julio | 12:00 |
| Unión Compañías      | 0 - 0 | Provincial Ovalle   | Juan Soldado            | 27 de julio | 12:00 |
| Municipal Mejillones | 1 - 2 | Deportes Concepción | Municipal de Mejillones | 27 de julio | 16:00 |
| Deportes Rengo       | 0 - 1 | Trasandino          | Guillermo Guzmán Díaz   | 27 de julio | 16:00 |
| Pilmahue             | 0 - 0 | Provincial Osorno   | Matías Vidal Pérez      | 27 de julio | 16:00 |
| Deportes Linares     | 0 - 1 | Brujas de Salamanca | Tucapel Bustamante      | 27 de julio | 18:00 |
| Ferroviarios         | 0 - 1 | Deportes Limache    | Arturo Rojas            | 28 de julio | 18:00 |
| Libre: Rancagua Sur  |       |                     |                         |             |       |

| Provincial Ovalle     | 2 - 0 | Municipal Mejillones | Diaguita               | 3 de agosto | 15:00 |
| Brujas de Salamanca   | 2 - 2 | Pilmahue             | Municipal de Salamanca | 3 de agosto | 15:00 |
| Trasandino            | 0 - 0 | Deportes Linares     | Regional de Los Andes  | 3 de agosto | 15:30 |
| Real San Joaquín      | 4 - 1 | Ferroviarios         | Arturo Vidal           | 3 de agosto | 15:30 |
| Deportes Limache      | 3 - 0 | Unión Compañías      | Gustavo Ocaranza       | 3 de agosto | 16:00 |
| Deportes Concepción   | 1 - 3 | Rancagua Sur         | Ester Roa              | 3 de agosto | 18:00 |
| Provincial Osorno     | 0 - 1 | Municipal Santiago   | Rubén Marcos           | 4 de agosto | 15:30 |
| Libre: Deportes Rengo |       |                      |                        |             |       |

| Municipal Santiago         | 0 - 2 | Brujas de Salamanca | Municipal de San Ramón  | 10 de agosto | 12:00 |
| Rancagua Sur               | 0 - 0 | Provincial Ovalle   | Lourdes                 | 10 de agosto | 12:00 |
| Unión Compañías            | 2 - 2 | Real San Joaquín    | La Portada              | 10 de agosto | 12:00 |
| Deportes Linares           | 1 - 0 | Deportes Rengo      | Tucapel Bustamante      | 10 de agosto | 16:00 |
| Municipal Mejillones       | 2 - 1 | Deportes Limache    | Municipal de Mejillones | 10 de agosto | 16:00 |
| Pilmahue                   | 0 - 0 | Trasandino          | Matías Vidal Pérez      | 11 de agosto | 15:30 |
| Ferroviarios               | 5 - 2 | Provincial Osorno   | Arturo Rojas            | 11 de agosto | 18:00 |
| Libre: Deportes Concepción |       |                     |                         |              |       |

| Brujas de Salamanca     | 1 - 0 | Ferroviarios         | Municipal de Salamanca | 17 de agosto | 12:00 |
| Provincial Ovalle       | 1 - 0 | Deportes Concepción  | Diaguita               | 17 de agosto | 15:00 |
| Trasandino              | 1 - 1 | Municipal Santiago   | Regional de Los Andes  | 17 de agosto | 15:30 |
| Real San Joaquín        | 3 - 0 | Municipal Mejillones | Arturo Vidal           | 17 de agosto | 15:30 |
| Deportes Rengo          | 0 - 0 | Pilmahue             | Guillermo Guzmán Díaz  | 17 de agosto | 16:00 |
| Deportes Limache        | 2 - 3 | Rancagua Sur         | Gustavo Ocaranza       | 17 de agosto | 16:00 |
| Provincial Osorno       | 0 - 2 | Unión Compañías      | Rubén Marcos           | 18 de agosto | 15:30 |
| Libre: Deportes Linares |       |                      |                        |              |       |

| Municipal Santiago       | 3 - 1 | Deportes Rengo      | Municipal de San Ramón  | 24 de agosto | 12:00 |
| Rancagua Sur             | 1 - 1 | Real San Joaquín    | Lourdes                 | 24 de agosto | 16:00 |
| Municipal Mejillones     | 0 - 1 | Provincial Osorno   | Municipal de Mejillones | 24 de agosto | 16:00 |
| Pilmahue                 | 0 - 3 | Deportes Linares    | Matías Vidal Pérez      | 24 de agosto | 17:00 |
| Unión Compañías          | 1 - 2 | Brujas de Salamanca | Wilfredo González       | 24 de agosto | 19:00 |
| Deportes Concepción      | 1 - 1 | Deportes Limache    | Ester Roa               | 25 de agosto | 16:00 |
| Ferroviarios             | 2 - 8 | Trasandino          | Arturo Rojas            | 25 de agosto | 18:00 |
| Libre: Provincial Ovalle |       |                     |                         |              |       |

| Brujas de Salamanca | 2 - 0 | Municipal Mejillones | Municipal de Salamanca  | 31 de agosto    | 12:00 |
| Deportes Rengo      | 4 - 2 | Ferroviarios         | Guillermo Guzmán Díaz   | 31 de agosto    | 16:00 |
| Deportes Limache    | 1 - 0 | Provincial Ovalle    | Gustavo Ocaranza        | 31 de agosto    | 16:00 |
| Deportes Linares    | 0 - 0 | Municipal Santiago   | Tucapel Bustamante      | 31 de agosto    | 17:00 |
| Provincial Osorno   | 2 - 0 | Rancagua Sur         | Rubén Marcos            | 31 de agosto    | 17:15 |
| Trasandino          | 1 - 0 | Unión Compañías      | Municipal de San Felipe | 1 de septiembre | 12:00 |
| Real San Joaquín    | 1 - 3 | Deportes Concepción  | Arturo Vidal            | 1 de septiembre | 15:30 |
| Libre: Pilmahue     |       |                      |                         |                 |       |

| Rancagua Sur            | 1 - 1 | Brujas de Salamanca | Patricio Mekis          | 6 de septiembre | 20:00 |
| Municipal Santiago      | 1 - 2 | Pilmahue            | Municipal de San Ramón  | 7 de septiembre | 12:00 |
| Provincial Ovalle       | 2 - 0 | Real San Joaquín    | Diaguita                | 7 de septiembre | 15:00 |
| Municipal Mejillones    | 1 - 1 | Trasandino          | Municipal de Mejillones | 7 de septiembre | 16:00 |
| Unión Compañías         | 0 - 0 | Deportes Rengo      | La Portada              | 8 de septiembre | 11:00 |
| Deportes Concepción     | 2 - 0 | Provincial Osorno   | Ester Roa               | 8 de septiembre | 16:00 |
| Ferroviarios            | 1 - 2 | Deportes Linares    | Arturo Rojas            | 8 de septiembre | 18:00 |
| Libre: Deportes Limache |       |                     |                         |                 |       |

| Brujas de Salamanca       | 1 - 2 | Deportes Concepción  | Municipal de Salamanca  | 14 de septiembre | 12:00 |
| Deportes Rengo            | 1 - 0 | Municipal Mejillones | Guillermo Guzmán Díaz   | 14 de septiembre | 16:00 |
| Deportes Linares          | 2 - 0 | Unión Compañías      | Tucapel Bustamante      | 14 de septiembre | 17:00 |
| Provincial Osorno         | 2 - 1 | Provincial Ovalle    | Rubén Marcos            | 15 de septiembre | 12:00 |
| Trasandino                | 2 - 0 | Rancagua Sur         | Municipal de San Felipe | 15 de septiembre | 15:30 |
| Pilmahue                  | 2 - 0 | Ferroviarios         | Matías Vidal Pérez      | 15 de septiembre | 16:00 |
| Real San Joaquín          | 1 - 3 | Deportes Limache     | Nelson Ponce            | 15 de septiembre | 17:00 |
| Libre: Municipal Santiago |       |                      |                         |                  |       |

| Deportes Limache        | 3 - 0 | Provincial Osorno   | Gustavo Ocaranza        | 28 de septiembre | 12:00 |
| Provincial Ovalle       | 1 - 1 | Brujas de Salamanca | Diaguita                | 28 de septiembre | 16:00 |
| Municipal Mejillones    | 0 - 2 | Deportes Linares    | Municipal de Mejillones | 28 de septiembre | 16:00 |
| Unión Compañías         | 1 - 2 | Pilmahue            | La Portada              | 28 de septiembre | 16:00 |
| Deportes Concepción     | 2 - 1 | Trasandino          | Ester Roa               | 29 de septiembre | 16:00 |
| Rancagua Sur            | 3 - 2 | Deportes Rengo      | Lourdes                 | 29 de septiembre | 17:00 |
| Ferroviarios            | 0 - 3 | Municipal Santiago  | Arturo Rojas            | 29 de septiembre | 18:00 |
| Libre: Real San Joaquín |       |                     |                         |                  |       |

| Municipal Santiago  | 1 - 1 | Unión Compañías      | Municipal de San Ramón  | 5 de octubre | 11:00 |
| Brujas de Salamanca | 2 - 2 | Deportes Limache     | Municipal de Salamanca  | 5 de octubre | 12:00 |
| Deportes Linares    | 4 - 1 | Rancagua Sur         | Tucapel Bustamante      | 5 de octubre | 18:00 |
| Deportes Rengo      | 4 - 2 | Deportes Concepción  | Guillermo Guzmán Díaz   | 5 de octubre | 18:00 |
| Pilmahue            | 1 - 1 | Municipal Mejillones | Matías Vidal Pérez      | 5 de octubre | 18:00 |
| Provincial Osorno   | 0 - 1 | Real San Joaquín     | Rubén Marcos            | 6 de octubre | 12:00 |
| Trasandino          | 1 - 1 | Provincial Ovalle    | Municipal de San Felipe | 6 de octubre | 16:00 |
| Libre: Ferroviarios |       |                      |                         |              |       |

| Unión Compañías          | 5 - 2 | Ferroviarios        | La Portada              | 12 de octubre | 11:00 |
| Deportes Limache         | 1 - 1 | Trasandino          | Gustavo Ocaranza        | 12 de octubre | 12:00 |
| Provincial Ovalle        | 1 - 0 | Deportes Rengo      | Diaguita                | 12 de octubre | 15:00 |
| Municipal Mejillones     | 2 - 2 | Municipal Santiago  | Municipal de Mejillones | 12 de octubre | 16:00 |
| Real San Joaquín         | 1 - 0 | Brujas de Salamanca | Arturo Vidal            | 12 de octubre | 17:30 |
| Rancagua Sur             | 4 - 1 | Pilmahue            | Lourdes                 | 12 de octubre | 18:00 |
| Deportes Concepción      | 1 - 0 | Deportes Linares    | Ester Roa               | 13 de octubre | 16:00 |
| Libre: Provincial Osorno |       |                     |                         |               |       |

| Deportes Linares       | 0 - 0 | Provincial Ovalle    | Tucapel Bustamante         | 19 de octubre | 17:00 |
| Ferroviarios           | 2 - 1 | Municipal Mejillones | Triángulo De Villa Francia | 19 de octubre | 17:00 |
| Brujas de Salamanca    | 4 - 0 | Provincial Osorno    | Municipal de Salamanca     | 19 de octubre | 17:00 |
| Pilmahue               | 2 - 2 | Deportes Concepción  | Matías Vidal Pérez         | 19 de octubre | 17:00 |
| Trasandino             | 1 - 1 | Real San Joaquín     | Municipal de San Felipe    | 19 de octubre | 17:00 |
| Deportes Rengo         | 0 - 0 | Deportes Limache     | Guillermo Guzmán Díaz      | 19 de octubre | 17:00 |
| Municipal Santiago     | 2 - 0 | Rancagua Sur         | Municipal de San Ramón     | 22 de octubre | 11:00 |
| Libre: Unión Compañías |       |                      |                            |               |       |

| Rancagua Sur               | 6 - 2 | Ferroviarios       | Lourdes                 | 31 de octubre  | 16:00 |
| Provincial Ovalle          | 3 - 0 | Pilmahue           | Diaguita                | 2 de noviembre | 12:00 |
| Municipal Mejillones       | 0 - 0 | Unión Compañías    | Municipal de Mejillones | 2 de noviembre | 12:00 |
| Deportes Limache           | 4 - 0 | Deportes Linares   | Gustavo Ocaranza        | 2 de noviembre | 12:00 |
| Real San Joaquín           | 3 - 1 | Deportes Rengo     | Nelson Ponce            | 2 de noviembre | 12:00 |
| Provincial Osorno          | 2 - 1 | Trasandino         | Rubén Marcos            | 2 de noviembre | 12:00 |
| Deportes Concepción        | 0 - 1 | Municipal Santiago | Ester Roa               | 3 de noviembre | 12:00 |
| Libre: Brujas de Salamanca |       |                    |                         |                |       |

## Play-Offs
|                                        | Equipo              | PTS | PJ | PG | PE | PP | GF | GC | DG |
| -------------------------------------- | ------------------- | --- | -- | -- | -- | -- | -- | -- | -- |
| 1.                                     | Deportes Concepción | 13  | 6  | 4  | 1  | 1  | 9  | 8  | +1 |
| 2.                                     | Deportes Limache    | 10  | 6  | 3  | 1  | 2  | 12 | 10 | +2 |
| 3.                                     | Trasandino          | 7   | 6  | 2  | 1  | 3  | 8  | 9  | -1 |
| 4.                                     | Provincial Ovalle   | 4   | 6  | 1  | 1  | 4  | 4  | 6  | -2 |
| Actualizado el 15 de diciembre de 2019 |                     |     |    |    |    |    |    |    |    |

     Subcampeón. Asciende a la Segunda División.
     Se mantienen en la categoría.

## Promoción
A esta instancia llegan los 2 peores equipos de la fase regular de la Tercera División A 2019, los 2 perdedores de las semifinales de la Tercera División B 2019 y los 4 perdedores de los cuartos de final de la Tercera División B 2019, quienes conformarán 4 llaves en partidos de ida y vuelta.
| Equipos            | Vía de Clasificación         |
| ------------------ | ---------------------------- |
| Unión Compañías    | 14.º de Tercera División A   |
| Ferroviarios       | 15.º de Tercera División A   |
| Municipal Lampa    | Perdedor de Semifinales      |
| Provincial Ranco   | Perdedor de Semifinales      |
| Tricolor Municipal | Perdedor de cuartos de final |
| Quintero Unido     | Perdedor de cuartos de final |
| Lota Schwager      | Perdedor de cuartos de final |
| Escuela de Macul   | Perdedor de cuartos de final |

| Bandera de la Región de Valparaíso | Bandera de la Región Metropolitana de Santiago | Bandera de la Región del Biobío | Bandera de la Región de Los Ríos |
| ---------------------------------- | ---------------------------------------------- | ------------------------------- | -------------------------------- |
| Quintero Unido                     | Escuela de Macul                               | Lota Schwager                   | Provincial Ranco                 |
| Crecimiento                        | Crecimiento                                    | Crecimiento                     | Crecimiento                      |

## Campeón
|                  |
| Deportes Linares |
| 2.do título      |

## Goleadores
| Jugador             | Equipo              | Anotado |
| ------------------- | ------------------- | ------- |
| Daniel Castro       | Deportes Limache    | 24      |
| Julio Castro        | Deportes Linares    | 19      |
| José Durán          | Brujas de Salamanca | 15      |
| Fabián Pavez        | Municipal Santiago  | 13      |
| Matías Pérez        | Trasandino          | 11      |
| Bastian Lecaros     | Provincial Osorno   | 10      |
| Luis Pérez          | Rancagua Sur        | 10      |
| Álvaro Palma        | Real San Joaquín    | 10      |
| Benjamín Inostroza  | Rancagua Sur        | 10      |
| Felipe Albornoz     | Deportes Concepción | 9       |
| José Arancibia      | Trasandino          | 9       |
| Ernesto Rojas       | Deportes Rengo      | 9       |
| Christopher Veloso  | Municipal Santiago  | 9       |
| Luis Felipe Pinilla | Deportes Limache    | 9       |